# Andrzej Magier
Andrzej Magier (ur. 23 stycznia 1962 r. w Międzyrzecu Podlaskim), polski lekkoatleta – supermaratończyk.

## Życiorys
Brązowy medalista World Challenge (nieoficjalne mistrzostwa świata) w biegu na 100 km (1997), srebrny (1994) i brązowy medalista mistrzostw Europy na tym dystansie (1995, 1996), także dwukrotny złoty (1994, 1996) oraz srebrny medalista ME w drużynie (1995). Czterokrotny zwycięzca Supermaratonu Calisia w Kaliszu (1991, 1994, 1996, 1999), trzykrotny zwycięzca supermaratonu w Winschoten (1996, 1998, 2003). Rekord życiowy w biegu na 100 km – 6:24:11 (1996).